# Wallacearupsvogel
De wallacearupsvogel (Coracina personata) is een vogel uit de familie van de rupsvogels. De vogel heet in het Nederlands (en Engels) niet naar de persoon Wallace maar naar het gebied Wallacea.

## Verspreiding en leefgebied
Het is een endemische vogel op de Kleine Soenda- en de Tanimbar-eilanden en telt 6 ondersoorten:
- C. p. floris: de westelijke Kleine Soenda-eilanden.
- C. p. alfrediana: de oostelijke Kleine Soenda-eilanden.
- C. p. sumbensis: Soemba.
- C. p. personata: de centrale Kleine Soenda-eilanden.
- C. p. unimoda: de Tanimbar-eilanden.
- C. p. pollens: de Kei-eilanden.

## Status
De wallacearupsvogel heeft een groot verspreidingsgebied en daardoor is de kans op uitsterven gering. De grootte van de populatie is niet gekwantificeerd, maar plaatselijk is de vogel algemeen (maar op andere plaatsen binnen het gebied weer schaars). Er is geen aanleiding te veronderstellen dat de soort in aantal achteruit gaat. Om deze redenen staat deze rupsvogel als niet bedreigd op de Rode Lijst van de IUCN.